# Московська наступальна операція (1941)
Московська наступальна операція, також Контрнаступ під Москвою (5 грудня 1941 — 7 січня 1942) — стратегічна наступальна операція радянських військ, що проводилася силами Західного, Калінінського та правого крила Південно-Західного фронтів (18 грудня 1941 перетворений на Брянський фронт) з метою розгрому ударного угруповання німецьких військ північніше та південніше Москви під час загального стратегічного наступу Червоної армії взимку 1942 року, частина битві під Москвою. Складалася з Калінінської, Клинсько-Сонячногірської, Тульської, Калузької та Єлецької фронтових наступальних операцій.

## Історія

### Передумови та підготовка

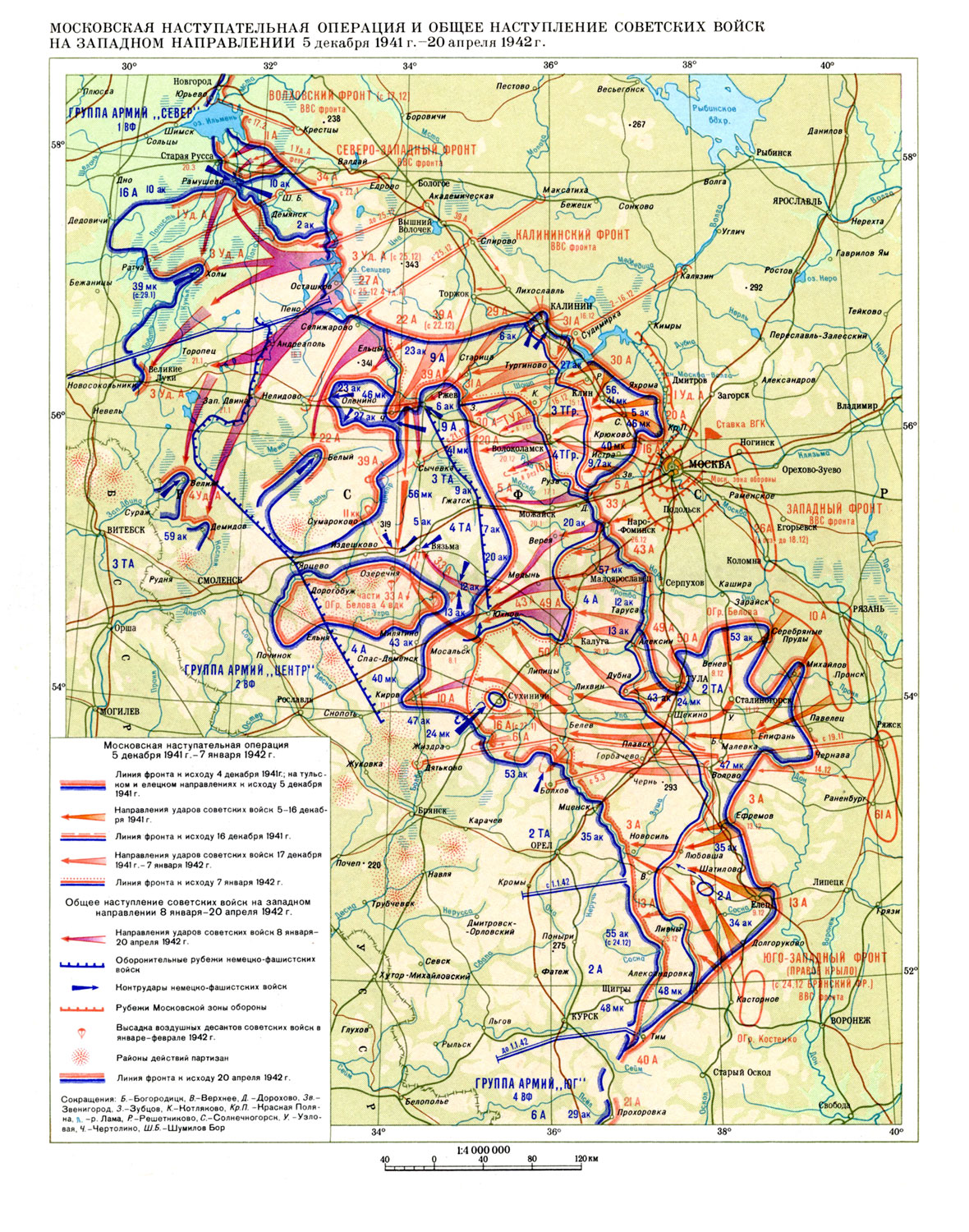
Карта Московської стратегічної наступальної операції

У зв'язку зі зниженням наступальних можливостей німецьких військ групи армій «Центр» в середині листопада 1941 радянське командування приступило до розробки плану наступальної операції під Москвою. 29 листопада Ставка ВГК його затвердила і визначила терміни початку операції. Задум її зводився до того, щоб ударами правого і лівого крил Західного фронту у взаємодії з Калінінським і Південно-Західним фронтами розгромити основними угрупованнями противника, які прагнули охопити Москву з півночі і півдня. Основна роль при цьому відводилася військам Західного фронту.
До складу Західного фронту з резерву Ставки були передані три загальновійськові армії (1-ша ударна, 20-та і 10-та), дев'ять стрілецьких і дві кавалерійські дивізії, вісім стрілецьких, шість танкових бригад і велика кількість спеціальних частин. Калінінський фронт і праве крило Південно-Західного фронту також були істотно посилені. Повітряні сили цих фронтів поповнилися авіаційними частинами і з'єднаннями Московського військового округу, 6-го винищувального корпусу протиповітряної оборони і дальньої бомбардувальної авіації Головного Командування.
Загалом для проведення операції Ставка сконцентрувала досить великі сили: Західний фронт (генерал армії Жуков Г. К.); 1-ша ударна, 30-та, 20-та, 16-та, 5-та, 49-та і 50-та армії й група військ генерал-майора Бєлова П. О. (посилений 1-й гвардійський кавалерійський корпус і 10-та армія), Калінінський фронт (генерал-полковник Конєв І. С.; 29-та, 31-ша і 22-га армії), праве крило Південно-Західного фронту (Маршал Радянського Союзу Тимошенко С. К., 3-тя, 13-та армії і оперативна група генерал-лейтенанта Костенко Ф. Я.), що мали у своєму складі 1,1 млн чоловіків, 7 652 гармати і міномети, 774 танки і 1000 бойових літаків.

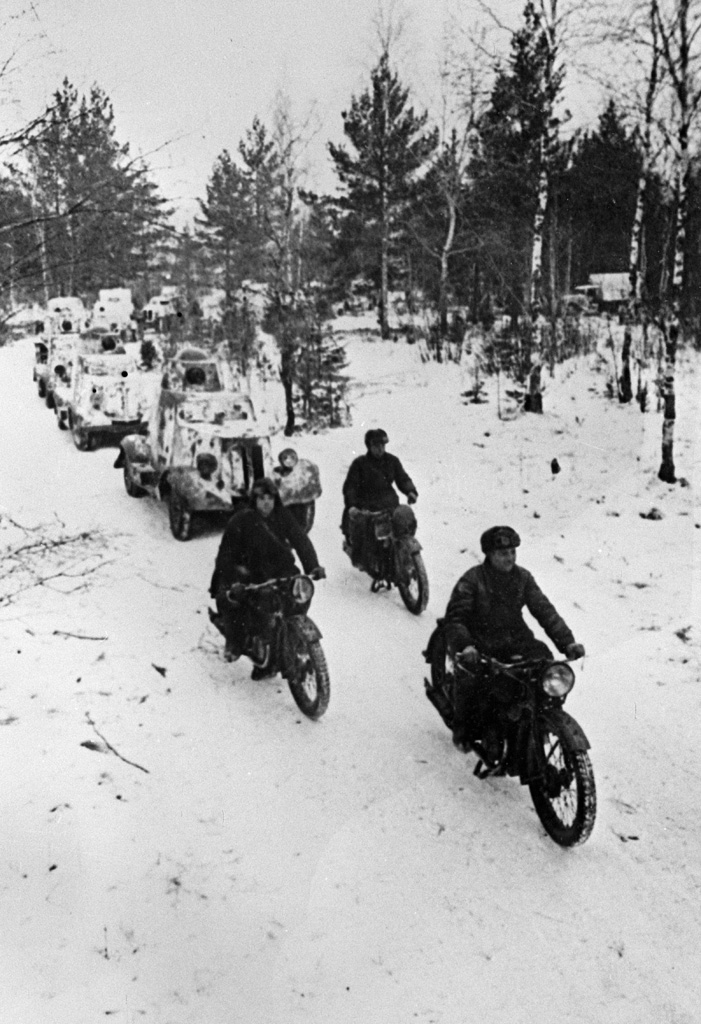
Моторизований розвідувальний підрозділ радянських військ просувається лісом.

Червоній армії протистояла німецька група армій «Центр» генерал-фельдмаршала Ф. Бока, потім генерал-фельдмаршала Г. Клюге, що мала у своєму складі 9-ту, 4-ту і 2-гу армії; 3-тю і 4-ту танкові групи (з 31 грудня — 3-тя і 4-та танкові армії), та налічувала понад 1,7 млн чоловіків, близько 13,5 тисяч гармат і мінометів, 1 170 танків і 615 бойових літаків.
За оперативним задумом Західний фронт завдавав одночасно два удари: один на північ від Москви по одному напрямі на Клин і Солнечногорськ, інший — на південь від у напрямку Сталіногорськ (нині Новомосковськ), Узлова, Богородицьк. Калінінський фронт переходив у наступ лівим крилом з метою виходу в тил клинському угрупованню противника і спільно з діями військ правого крила Західного фронту подальшого знищення його. Передбачалося також оточити ворожі війська у Калініні (нині Твер). Південно-Західний фронт отримав завдання розгромити противника в районі Єльця і посприяти військам лівого крила Західного фронту.

### Хід операції

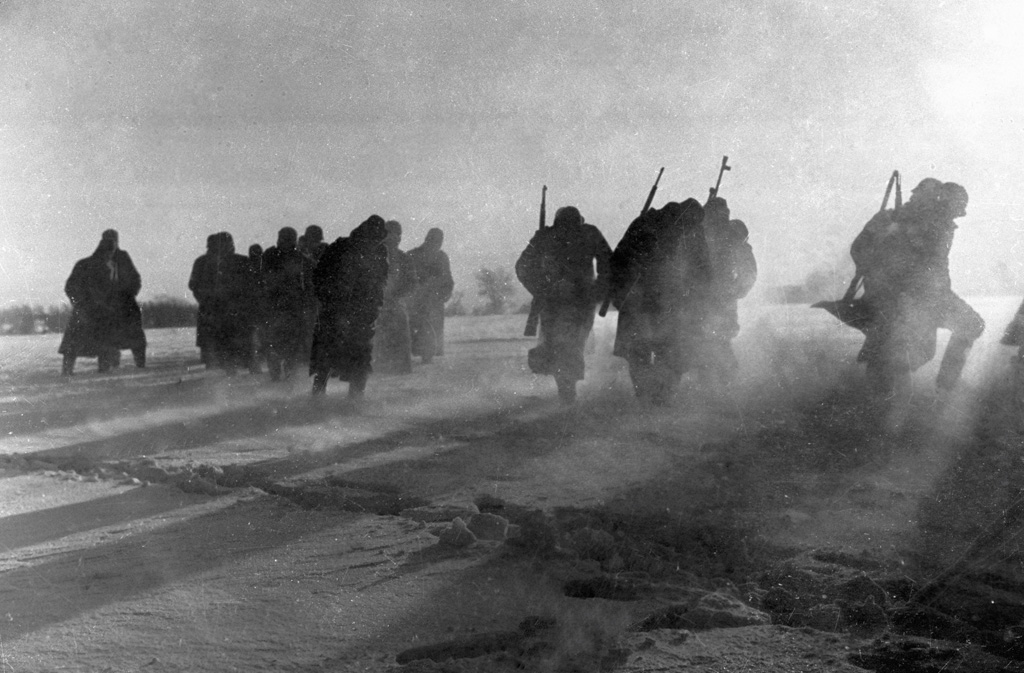
Німецькі солдати під Москвою. 27 грудня 1941

5 грудня 1941 ударом 29-ї і 31-ї армій лівого крила Калінінського фронту по силах 9-ї німецької армії, що переважали радянські війська, Червона армія перейшла у контрнаступ. Потужні удари радянських військ на початку грудня під Калініним, Яхромой, Наро-Фомінськом і на південь від Кашири переросли в організовану контрнаступальну операцію. За умови загальної переваги німецьких військ у силах і засобах командуванню фронту вдалося створити угруповання силою до восьми стрілецьких дивізій, що забезпечило на напрямку головного удару перевагу в людях у 1,5 рази. На кінець 9 грудня 31-ша армія перерізала шосе Калінін — Тургиново і у взаємодії з 29-ю армією створила загрозу оточення противника в районі Калініна. Німецьке командування почало відводити частини з міста.
16 грудня Калінін був звільнений. 22 грудня 1941 року до складу Калінінського фронту з резерву Ставки ВГК увійшла 39-та армія, яка вводилася в бій у смузі між 22-ю і 29-ю арміями. Ведучи напружені бої, війська Калінінського фронту вийшли на рубіж по лівому березі Волги північно-західніше та східніше від Ржева, де були зупинені противником.
Війська фронту просунулися на 60-120 км в південному і південно-західному напрямках. Було відновлено залізничне сполучення між північно-західним і західним стратегічними напрямками, що забезпечило взаємодію Калінінського, Західного і Північно-Західного фронтів, створилися умови для проведення наступної операції з метою більш глибокого охоплення всього угруповання противника, що діяло на московському напрямку.
6 грудня 1941 року перейшли в контрнаступ армії правого крила Західного фронту (1-ша ударна, 30-та, 20-та армії і частина сил 5-ї армії), 7 грудня — 16-та армія у рамках Клинсько-Сонячногірської наступальної операції. Військам фронту протистояли 3-тя і 4-та німецькі танкові групи і частина 4-ї польової армії. Попри перевазі військ Вермахту в артилерії і бронетанковій техніці, командування фронту створило перевагу в людях на ділянці прориву зі співвідношенням у 1,6 рази і прорвало ворожу оборону. 11 грудня радянські війська звільнили Істру, 12 грудня — Солнечногорськ, 15 грудня — Клин. Для невпинного переслідування противника широко застосовувалися передові загони, рухливі кавалерійські і танкові групи під командуванням генерал-майора Доватора Л. М., генерал-майора Ремізова Ф. Т., генерал-майора танкових військ Катукова М. Ю., полковника Чанчібадзе П. Г. тощо.
20 грудня війська 16-ї і 20-ї армій звільнили Волоколамськ. На кінець 21 грудня війська правого крила Західного фронту досягли кордону річок Лама і Руза, де зустріли організований опір німецьких військ на заздалегідь підготовлених позиціях. Спроби з ходу прорвати їх оборону на цьому рубежі успіху не мали. До 25 грудня радянські війська вели бої з метою поліпшити своє становище. В результаті Клинсько-Сонячногірської операції війська правого крила Західного фронту розгромили 3-тю і 4-ту танкові групи противника, відкинули його від стін Москви на 90-100 км.
6 грудня війська лівого крила Західного фронту (частина сил 49-ї армії, 50-та, 10-та армії і група військ генерал-майора Бєлова П. А.) почали Тульську наступальну операцію. Радянські армії перейшли в контрнаступ різночасно: 10-та армія — 6 грудня на Сталіногорськ, 50-та армія — 8 грудня на Щокіно. Радянські війська завдали з декількох напрямків потужні удари по 2-ї німецької танкової армії, що глибоко вклинилася в оборону, на південь від Тули і далі на північ — по правофлангових з'єднаннях 4-ї армії Вермахту в районі Малоярославець — Таруса. Німецьке командування, побоюючись оточення на схід від Тули, віддало наказ про виведення військ з «мішка».
11 грудня війська 10-ї армії звільнили Сталіногорськ, а 13 грудня — Епіфань. До 16 грудня передові з'єднання армії вийшли на рубіж р. Упа, охопивши з південно-західного напрямку глибокий тил 2-ї танкової армії Вермахту. Тим часом, через запеклий опір німців на південь і на схід від Тули наступ 50-ї армії розвивався повільно. 12 грудня її частини вийшли до річки Упа, 16 грудня сюди ж підійшла група військ генерала Бєлова. Двома днями раніше в наступ перейшла 49-та армія, звільнивши 17 грудня Алексін і забезпечивши тим самим наступ 50-й армії. В цілому в ході Тульської наступальної операції радянські війська просунулися більш ніж на 100 км і усунули безпосередню загрозу Москві з півдня.
6 грудня правофлангові армії Південно-Західного фронту (3-тя, 13-та і оперативна група генерал-лейтенанта Костенко Ф. Я.) почали Єлецьку фронтову наступальну операцію, у ході якої були оточені і знищені дві піхотні дивізії противника. Війська 2-ї польової німецької армії зазнали великих втрат у живій силі і техніці. На кінець 16 грудня війська Вермахту були відкинуті на рубіж на схід від міста Лівни. В ході Єлецької операції радянські війська просунулися на 80-100 км; були звільнені міста Єлець і Єфремов і ліквідовано вклинювання противника на південь від Тули.

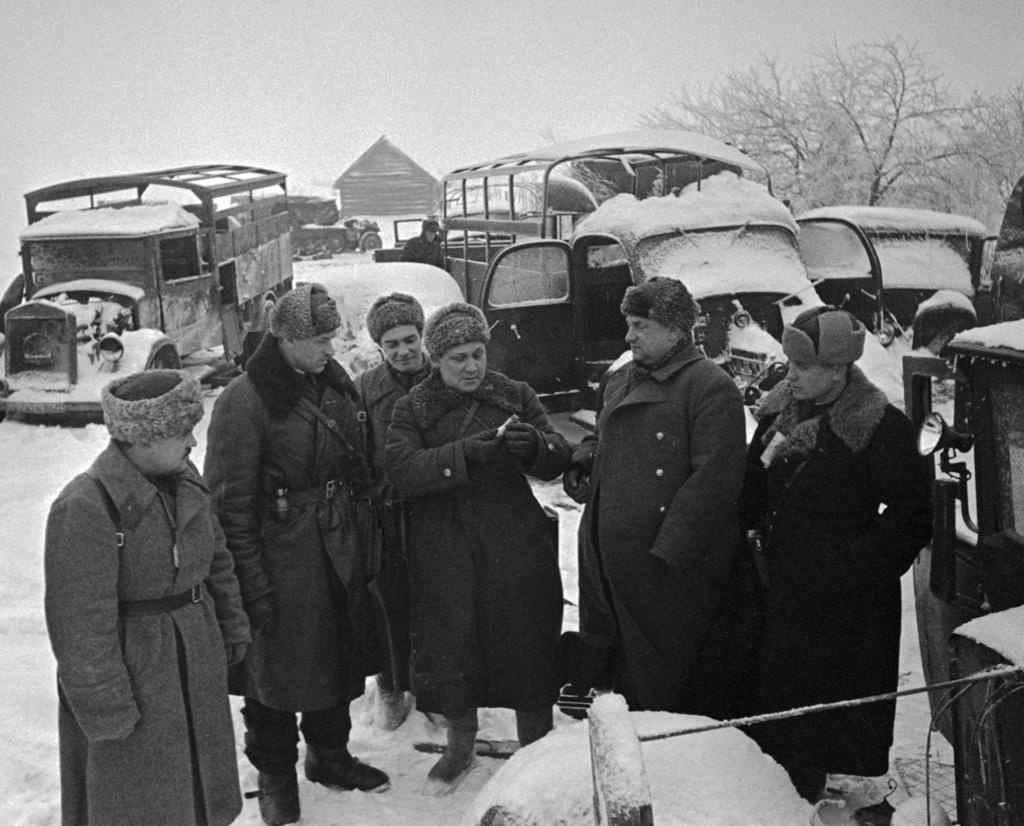
Командувач 16-ї армії генерал-лейтенант Рокоссовский К. К. (другий зліва) з генералами оглядає трофейну німецьку техніку. 10 грудня 1941

17 грудня без паузи після Тульської наступальної операції розпочалася Калузька операція військ лівого крила Західного фронту силами 49-ї (генерал-лейтенант Захаркін І. Г.), 50-ї (генерал-лейтенант Болдін І. В.), 10-ї (генерал-лейтенант Голиков П. І.) армій і 1-го гвардійського кавалерійського корпусу. Тут радянським військам протистояли головні сили 2-ї танкової армії і частина з'єднань 4-ї армії Вермахту. Операція провадилася успішно, особливо стрімкими були дії рухомої групи фронту під командуванням генерал-майора Попова B.C. За три доби вона просунулася до 90 км і 21 грудня увірвалася в Калугу, яка була повністю звільнена тільки 30 грудня спільними зусиллями рухомої групи і з'єднаннями 49-ї і 50-ї армій, що підійшли пізніше. В ході операції були звільнені сотні населених пунктів, у тому числі Лихвин і Козельськ.
Наприкінці грудня 10-та армія і 1-й гвардійський кавалерійський корпус у взаємодії з партизанами на широкому фронті форсували р. Ока. До 9 січня 1942 року війська лівого крила Південно-Західного фронту вийшли на рубіж на схід від Лобаново і Юхнова, Зубово, Сухиничі, просунувшись в західному напрямку на 120—130 км.
18 грудня війська центру Західного фронту, лівий фланг якого складався (після об'єднання 10 жовтня Західного і Резервного фронтів) з 5-ї, 3-ї та 43-ї (генерал-лейтенант Голубєв К. Д.) армій, а правий фланг — з 49-ї армії, перейшли в наступ з метою скувати тут противника, позбавивши його можливості перекидати сили на фланги групи армій «Центр». В основному наступ на цьому напрямку досяг визначеної мети.
24 грудня 1941 року був відтворений Брянський фронт під командуванням генерал-полковника Черевіченко Я. Т.; 61-ша (генерал-лейтенант Попов М. М.), 3-тя, 13-та (генерал-майор Городнянський A.M.) армії і оперативна група генерал-лейтенанта Костенко Ф. Я. у взаємодії з військами Південно-Західного фронту через запеклий опір противника не змогли виконати поставлене Ставкою завдання по оволодінню районами Орла і Курська. До 8 січня 1942 року з'єднанням Брянського фронту вдалося просунутися лише на 5-25 км і вийти на рубіж річки Бистра Сосна на схід від міста Лівни.

## Результати битви
Головним результатом Московської наступальної операції грудня 1941-січня 1942 року стала ліквідація безпосередньої загрози столиці СРСР — Москві. Крім політичного значення, Москва була найбільшим вузлом усіх видів комунікацій, втрата якого могла негативно позначитися на веденні бойових дій і роботі промисловості. В цілому, розгромивши в ході операції з'єднання групи армій «Центр», що прорвалися до ближніх підступів Москви з півночі і півдня, радянські війська виконали поставлене перед ними завдання. Від окупантів були звільнені понад 11 тис. населених пунктів, ліквідована небезпека оточення Тули. Радянські війська вийшли на рубіж Селіжарово, Ржев, Волоколамськ, Руза, Мосальськ, Белев, Мценськ, Новосіль, відкинувши противника на 100—250 км. Німецьким військам було завдано тяжкої поразки: розбиті 38 дивізій, у тому числі 11 танкових і 4 моторизованих. Водночас, радянські війська зазнали важких втрат, зокрема безповоротні — 139 586 осіб, санітарні — 231 369 чоловіків.
Важливим наслідком радянського контрнаступу стало тимчасове позбавлення німецького командування ефективних інструментів ведення війни — моторизованих корпусів. Просування радянських військ призвело до значних втрат техніки і зниження ударних можливостей німецьких військ.
Московська наступальна операція стала першою стратегічною наступальною операцією Червоної армії у німецько-радянській війні. Перемога під Москвою значно поліпшила військово-політичне і міжнародне становище Радянського Союзу. Радянські війська зірвали німецький план «блискавичної війни» й розвіяли міф про непереможність німецької армії.